# Larix gmelinii
Larix gmelinii és una espècie de conífera de la família Pinaceae nadiua de l'est de Sibèria, i els adjacents nord-est de Mongòlia, nord-est de la Xina (Heilongjiang) i Corea del Nord.
Rep el nom en honor del botànic Johann Georg Gmelin.

## Descripció
Larix gmelinii és una conífera caducifòlia de mida mitjana, arriba a 10-30 m d'alt, rarament 40 m. Les fulles són aciculars de color verd pàl·lid de 2-3 cm de llarg; es tornen groc brillant abans de caure a la tardor. Les pinyes són ovoides i erectes d'1-2 cm de llargada i les pinyes velles romanen a l'arbre molts anys.

## Taxonomia i sistemètica
Hi ha tres varietats biològiques:
- Larix gmelinii var. gmelinii. La majoria del rang de l'espècie des de la vall del Ienissei a Kamtxatka.
- Larix gmelinii var. japonica. Les illes Kurils i Sakhalín les dues abans eren territori japonès).
- Larix gmelinii var. olgensis. Corea del Nord, Heilongjiang, i les muntanyes Sikhote-Alin del Territori de Primorski, Rússia. De vegades tractada com una espècie diferent Larix olgensis.[1]

L'espècie Larix principis-rupprechtii està estretament relacionada i es tracta com una quarta varietat per molts botànics (L. gmelinii var. principis-rupprechtii) ocorre en la regió de les muntanyes Wutai Shan a l'oest de Beijing.
Larix sibirica també està estretament relacionada i es fa un híbrid natural anomenat Larix × czekanowskii.
Entre els nombrosos sinònims hi ha Larix cajanderi, L. dahurica, L. kamtschatica, L. komarovii, L. kurilensis, L. lubarskii, L. ochotensis.

## Ecologia i usos

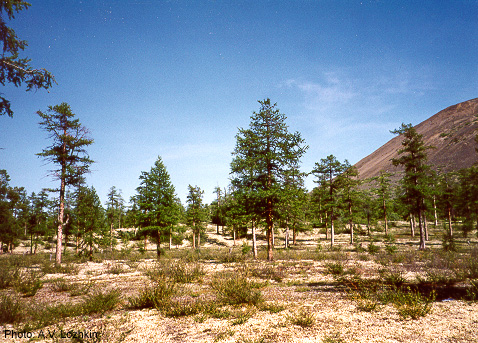
Bosc de Larix gmelinii a Kolimà, àrtic de Rússia

Larix gmelinii forma enormes boscos a la taigà de l'est de Sibèria creixent des dels 50 m als 1.200 m d'altitud tant en sòls de torbera com en sòls ben drenats incloent els sòls prims del permagel. És únic en dos aspectes, essent el límit arbori del nord del món amb boscos a latitud 72° 31′ N at Lukunsky (105° 03′ E) i 72° 28′ N at Ari-Mas (102° 15′ E) els dos a la vall del riu Khatanga, i també l'arbre més resistent al fred del món tolerant temperatures per sota de -70 °C, a la regió d'Oimiakon-Verkhoiansk a la república de Sakhà on està registrat un làrix de 919 anys.
No creix fàcilment en zones on els hiverns no són freds. L'hivern de Gran Bretanya li resulta massa suau i emet les fulles ja al mes de gener i aleshores aquestes fulles les maten les gelades. En canvi a la seva zona d'origen les fulles surten molt més tard i no es glacen.